# Русский язык в Литве
Ру́сский язы́к в Литве́ — русский язык диаспоры и русскоязычных граждан в Литве.

## Распространённость
Русские старообрядцы создали компактные поселения в Литве ещё в XVII веке и до сих пор в большинстве сохраняют родной язык, национальное и конфессиональное самосознание. Кроме того, в стране проживают потомки русских, поселившихся после вхождения Литвы в состав Российской империи, а также русские, обосновавшиеся в Литве за время пребывания её в составе СССР и их потомки.
По данным переписи 1989 года, русский язык являлся родным для 12 % населения Литовской ССР.
По данным переписи 2001 года русских насчитывается 219 789 человек (6,31 % населения Литвы). Русский язык является родным для абсолютного большинства русских, только около 14 тысяч русских назвали родным другой язык (в основном, литовский). Русский язык признают родным также люди других национальностей — поляки (22 439 чел.), белорусы (22 386 чел.), украинцы (11 737 чел.), евреи (2411 чел.), татары (1448 чел.), а также литовцы (7837 чел.) и другие.
Абсолютное большинство русских (89,7 %) живут в городах, в основном Вильнюсе, Клайпеде, Висагинасе, более компактно русские проживают в восточной части Литвы.
Русский язык является вторым по численности родным языком в Литве. По итогам переписи 2011 года, 63 % жителей Литвы владеют русским языком; на следующем месте по уровню владения среди иностранных языков находится английский язык, которым владеют 30 % жителей Литвы По итогам переписи 2021 года, 60,6 % жителей Литвы владеют русским языком; на следующем месте по уровню владения среди иностранных языков находится английский язык, которым владеют 31,09 % жителей Литвы По данным переписи населения Литвы 2021 год, когда русских в Литве было 5,02 % населения страны, русский язык был родным для 6,79 % населения Литвы.  Из-за, в несколько раз меньшего по сравнению с другими странами Балтии, славянского (поляков, русских, белорусов и украинцев) и другого не титульного населения, в Литве национальным меньшинствам в большей степени свойствен билингвизм, то есть владение родным языком и государственным. Особая языковая ситуация складывается в Вильнюсе, где значительную часть населения составляют жители славянских национальностей, особенно поляки. В некоторых районах (например, в восточной Литве) русские владеют также польским или белорусским языками и их диалектами. 
По результатам комплексных исследований 2007 года в Литве уровень владения русским языком достигает 78 %. Он имеет следующие особенности: 49 % населения Литвы считает, что владеет русским языком более (пишут без ошибок) или менее (пишут с ошибками) свободно. Лишь 7 % утверждает, что не знает русского языка совсем, к тому же только 14 % не могут говорить, хотя и понимают говорящих по-русски. То есть в целом доля тех, кто вообще не может объясняться на русском языке составляет около 21 %.
Исключительно на русском языке дома разговаривают 4 % респондентов, 2 % используют русский и литовский языки. С друзьями и знакомыми 3 % респондентов используют русский язык, 7 % русский и литовский. На работе/учёбе 1 % используют исключительно русский, 7 % — оба языка. 52 % респондентов смотрят передачи на русском.
По данным переписи 2021 года, русский язык родным назвали 190 733 человека или 6,79 % населения Литвы. Ещё 1 703 425 человек или 60,60 % жителей страны указали, что владеют русским языком как иностранным.

## Инфраструктура

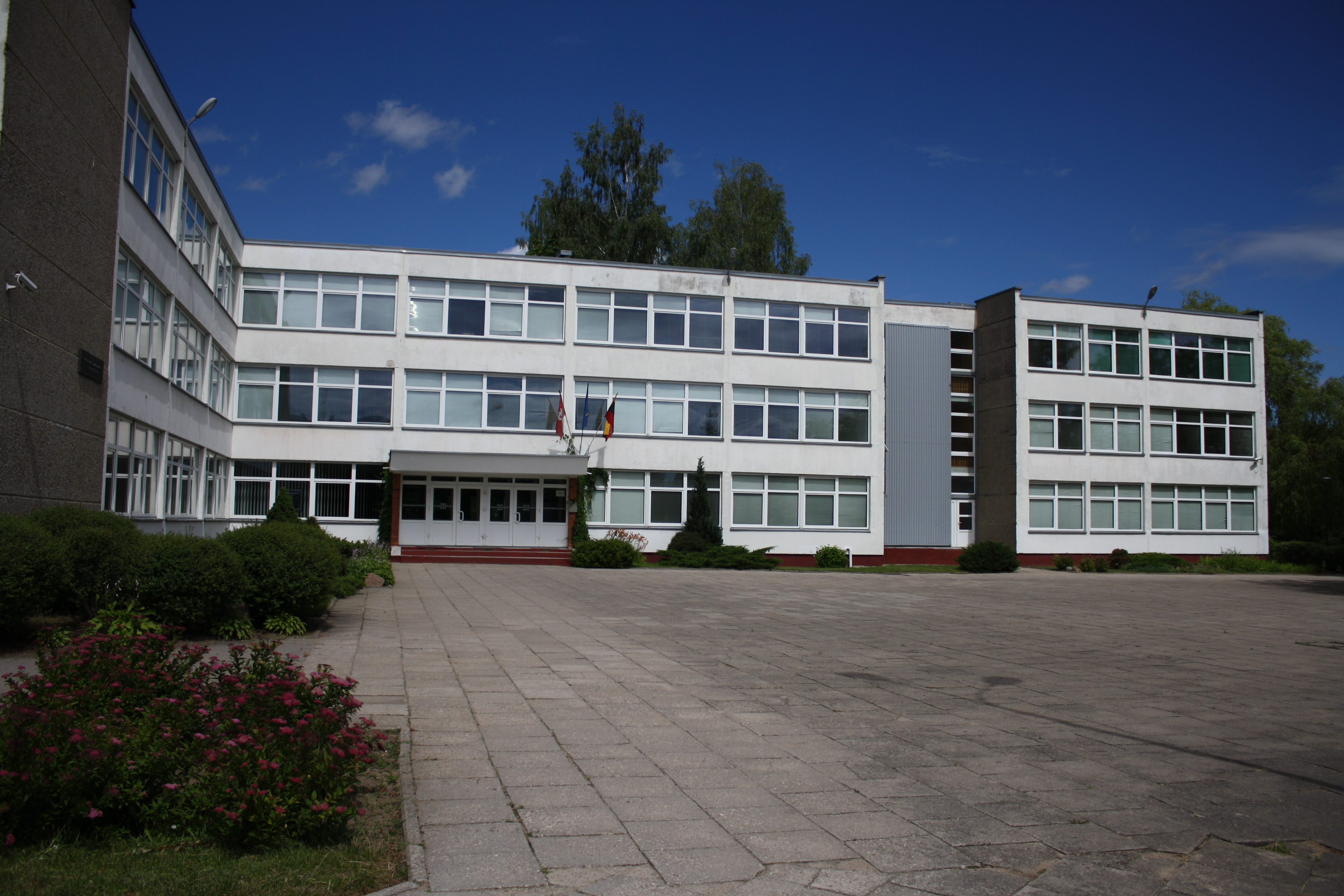
Вильнюсская гимназия имени Василия Качалова

Сфера функционирования русского языка в Литве сильно сузилась в 1990-е годы, но затем интерес к нему вновь начал расти. B Литве в целом, особенно в Вильнюсе, сохраняются возможности для общения на русском.
В 2004—2005 годах среди 1 598 дневных средних школ в Литве (544 754 учащихся) насчитывалось 55 русских школ и 40 смешанных школ; в русских школах и классах обучалось 27 155 учащихся.
До распада Советского Союза в 1990/1991 учебном году среди 2040 общеобразовательных школ в Литве (501 740 учащихся) было 85 русских школ и 103 смешанные школы, всего на русском языке обучалось 76 038 учащихся, что составляло 15,1 % всех учащихся. Возможно негосударственное образование на русском языке в субботних и воскресных школах для детей, которые учатся в школе не на родном языке.
Таким образом, за 14 лет количество учащихся в русских школах сократилось втрое. Тенденция к дальнейшему сокращению числа русских школ объясняется падением рождаемости среди русских, уменьшением количества русских жителей, обучением части русских детей в литовских школах.
С 1996 по 2009 год число русских школ сократилось с 85 до 35, число учеников в них — с 52,3 до 17,6 тысяч.
На 2011 год, по данным председателя Ассоциации учителей русских школ Литвы Э. Канайте, в Литве действуют 34 русские школы, в которых обучаются немногим более 16 тысяч учащихся.
Русский язык изучают в литовских школах как второй иностранный язык начиная с 6-го класса, его изучают почти 73 % учащихся, посещающих литовские школы. В 2007 году в г. Паланге состоялся съезд учителей русского языка и литературы Литвы, на котором был отмечен рост интереса к русскому языку в стране.
Высшее образование на русском предлагают Европейский гуманитарный университет (Вильнюс) и Клайпедский университет.
По состоянию на 2018 год в Литве действуют 107 общеобразовательных школ и 91 дошкольное учреждение с образованием на языках национальных меньшинств. В них обучаются 36000 человек. Из них более 20000 учились на русском языке, более 15000 на польском языке, 233 на белорусском языке, 42 на идише (только в дошкольных учреждениях). Самоуправления, где национальные меньшинства проживают в более моноэтнических и густонаселенных районах с большим количеством детей школьного и дошкольного возраста, создают образовательные учреждения, осуществляющие образовательные программы на языках этих национальных меньшинств. Там, где детей из числа национальных меньшинств слишком мало для создания учебного заведения или где этнический состав населения довольно неоднороден, муниципалитеты открывают многоязычные школы, в которых осуществляется обучение на нескольких языках. В последние годы количество общеобразовательных школ с обучением на польском и русском языках, а также многоязычных школ падает, но в дошкольных учебных заведениях при аналогичном падении количества учреждений с обучением на польском и русском языках, количества многоязычных дошкольных учебных заведений растёт. Самая обширная сеть из дошкольных учебных заведений и общеобразовательных школ на языках национальных меньшинств находится на юго-востоке Литвы, так как, там в основном сосредоточенны самые большие группы литовских национальных меньшинств — поляки и русские. Больше всего дошкольных учебных заведений с русским языком обучения расположено Вильнюсе и Клайпеде.
По состоянию на 2018 год в Литве действуют 49 школ с польским языком обучения, 27 школ с русским языком обучения, 1 школа с белорусским языком обучения и 30 многоязычных школ, из них 11 школ с литовским и русским языком обучения, 7 школ с литовским и польским языком обучения, 7 школ с русским и польским языком обучения и 5 школ с литовским, русским и польским языком обучения. По состоянию на 2018 год в Литве процент учащихся общеобразовательных школ по языкам обучения в стране таков: 90,6% получали образование на литовском; 3,5% получали образование на русском языке; 2,8% получали образование на польском языке; 3,1% получали образование на других языках.
В 2018-2019 учебном году обучение на русском языке велось в 48 школах, включая многоязычные школы. Из них: гимназии — 22, прогимназии — 6, основные школы (10 классов) — 16, начальные школы - 4.
В Каунасе действует одна гимназия с преподаванием на русском и литовском языках. В Шальчининкайском районе - 1 основная школа и 1 гимназия, в Шяуляй, Швенчёнисском и Тракайском районах - по 1 гимназии. В Вильнюсском районе - 4 гимназии. В Вильнюсе - 3 начальные школы, 13 основных школ и 9 гимназий. В Висагинасе - 2 прогимназии и 1 гимназия. В Клайпеде - 1 начальная школа, 2 основные школы, 4 прогимназии и 3 гимназии. 
По состоянию на 2021 год в Литве действуют 95 общеобразовательных школ и 82 дошкольных учреждение с образованием на языках национальных меньшинств. В них обучаются 47438 человек. Из них в образовательных учреждениях с многоязычным образованием (литовский и русский, литовский и польский, русский и польский, а также литовский, русский и польский) учились 21617 человек. Также более 14816 человек учились на русском языке, более 10717 человек на польском языке, 288 человек на белорусском языке.
По состоянию на 2021 год в Литве действуют 45 школ с польским языком обучения, 27 школ с русским языком обучения, 1 школа с белорусским языком обучения и 22 многоязычные школы, из них 7 школ с литовским и русским языком обучения, 7 школ с русским и польским языком обучения, 5 школ с литовским и польским языком обучения и 3 школы с литовским, русским и польским языком обучения.

## СМИ и культура
Работают русские детские сады, школы, в высших учебных заведениях имеются кафедры русского языка и литературы.
До 2022 года работал финансируемый Министерством культуры Русский драматический театр Литвы (ныне — Вильнюсский старый театр). Первая постоянная труппа русского театра в Вильнюсе была создана в 1864 году Существует Вильнюсский русский фольклорный ансамбль Аринушка.

### Печать и интернет
До 2007 года выходило две ежедневные газеты на русском — «Республика» и «Клайпеда» (с 1 октября 2007 года до 3 мая 2010 года русскоязычная версия «Клайпеды» не выходила). Четыре еженедельника — «Экспресс-неделя», «Обзор», «Литовский курьер», «Пенсионер», «Сугардас» («Sugardas»). Также (2008) на русском языке издавались «Литовский Иерусалим», «В каждый дом», «Домашний доктор», «Наша кухня», «Наш край», «Причал Клайпеды» и другие периодические издания. На 2020 год на русском выходит четыре еженедельника.
Годовой тираж газет на русском языке в 2007 году составлял 15,9 млн, в 2008 году — 14,7 млн экземпляров, единичный тираж в 2007 году достигал 228 000 экземпляров, в 2008 году составил 236 000 экземпляров.
Существует русскоязычная версия популярного новостного интернет-портала delfi.lt.
Существует русскоязычная версия официального сайта Министерства иностранных дел Литвы.

### Радио
На русском языке ведутся радиопередачи «Русское радио Балтия», в Клайпеде имеется и местное радио «Радуга». На частоте „Žinių radijas“ (97.3 FM) в вечернее и ночное время транслируются передачи Радио «Свобода».

### Телевидение
В июле 2007 года государственное телевидение Литвы решило закрыть передачу новостей на русском языке, ссылаясь на отсутствие теленовостей на польском и белорусском языках. Существуют просветительские альманахи «Русская улица» и «Христианское слово».
По кабельным сетям транслируется Первый Балтийский Канал (лицензионная версия Первого канала) и другие российские телеканалы.
В Висагинасе ведутся передачи на русском частного ТВ «Сугардас».